# José Santos Zelaya
José Santos Zelaya López (Manágua, Nicarágua, 1 de novembro de 1853 - Nova Iorque, Estados Unidos, 17 de maio de 1919) foi um político e militar que atuou como presidente da Nicarágua de 1893 a 1909. Foi membro do Partido Liberal associado com a política progressista, mas não sem ambições pessoais. Realizou reformas importantes no campo da educação pública e infraestrutura como a construção de ferrovias, o estabelecimento de linhas de navios a vapor, a promulgação de direitos constitucionais que previam a igualdade de direitos, garantias de propriedade, habeas corpus, voto obrigatório, ensino obrigatório, proteção das artes e da indústria, representação minoritária e a separação dos poderes do Estado; sendo reconhecido como o construtor do estado atual da Nicarágua. No entanto, o seu desejo de soberania nacional, muitas vezes o levou a políticas contrárias aos interesses colonialistas. 

## A Revolução Liberal de 1893
Participou das lutas contra o presidente Roberto Sacasa e foi um importante membro da Revolução de Abril de 1893 junto com os generais conservadores Eduardo Montiel e Joaquín Zavala.
Em 11 de julho de 1893, na cidade de León, Zelaya se revoltou, apoiado por Anastasio Ortiz que era o Comandante das Armas daquela cidade, capturando o presidente interino Salvador Machado Agüero, do partido conservador.
Em 16 de julho de 1893, os conservadores nomearam um Conselho de Administração interino presidido pelo ex-presidente Joaquín Zavala Solís, que não é reconhecido pelos liberais, que formaram seu próprio Conselho de Administração dissidente. Dizem que enquanto se reuniam para redigir a ata da Junta Revolucionária, os dirigentes da Revolução Liberal Anastasio Ortiz, Francisco Baca, Pedro Balladares e outros relevantes participantes se perguntaram "Quem a presidiria", todos se calaram, então uma voz calma, confiante e dominadora explodiu em dizer: "José Santos Zelaya".
Entraram na capital de Manágua, derrotando os exércitos conservadores, em 25 de julho na Batalha de La Cuesta (a famigerada “Colina do Chumbo”, a oeste da cidade) e marcharam vitoriosos nesse mesmo dia, pela “ Cala del Triunfo ” ainda existente.
Em 31 de julho de 1893, liberais e conservadores assinam um acordo na cidade de Masaya, que permite a posse do Conselho de Administração Liberal, encerrando 35 anos de governos conservadores (1858-1893) e transferindo definitivamente a capital para Manágua.
Em 15 de setembro de 1893, José Santos Zelaya tomou posse como presidente da Nicarágua, tendo Anastasio Ortiz como vice-presidente eleito pela Assembléia Constituinte.
Em 1º de setembro de 1894, Anastasio Ortiz foi substituído como vice-presidente por Francisco Baca Jr., enquanto José Santos Zelaya continuou como presidente da Nicarágua.

## Presidência

### Reincorporação da Mosquitia
Em 1894, Zelaya ordenou ao jornalista e soldado Rigoberto Cabezas que tomasse à força a Costa dos Mosquitos, atual costa caribenha da Nicarágua, região disputada sob um protetorado britânico. O afastamento do território permitiu ao Reino Unido, não querendo embarcar em uma aventura colonial tão distante e de tão pouco valor, reconhecer a soberania da Nicarágua.

### Contrato para construção do canal interoceânico
Em 1901, aproveitando a crise de crédito que o presidente venezuelano Cipriano Castro. Diante da possibilidade de ser atacado pela Inglaterra e Alemanha por causa das dívidas de seu país, Zelaya convidou Estrada Cabrera, Regalado e os demais presidentes centro-americanos ao porto de Corinto. Os presidentes perceberam que a crise venezuelana poderia facilmente afetar o istmo e concordaram em cooperar com Zelaya para estabelecer um regime comum que pudesse deter um possível ataque dos europeus. Só Estrada Cabrera se opôs, já que não gostava que Zelaya fosse o líder dessa iniciativa. Em janeiro de 1902, os governos dos Estados Unidos e do México reconheceram a validade dos Tratados de Corinto, bem como a zona de livre comércio entre os países signatários e o tribunal de arbitragem que ali foi estabelecido; A Guatemala estava isolada internacionalmente e Zelaya estava no auge,Mas o canal nunca seria construído na Nicarágua: os Estados Unidos decidiram construí-lo na província colombiana do Panamá, apesar dos esforços diplomáticos de Zelaya. Vendo que seu plano de estimular a economia nicaraguense pelo canal dos Estados Unidos estava se esvaindo, desentendeu-se com os Estados Unidos e aliou-se a Porfirio Díaz: repeliu a presença estadunidense na Nicarágua estabelecendo tratados políticos e comerciais com as potências européias, e chegou a negociar com empresas francesas e inglesas interessadas na construção de um segundo canal. O novo presidente americano não deu muita atenção a isso, pois a Colômbia queria aumentar o preço da concessão do Panamá, e então o governo Roosevelt teve que ajudar os rebeldes panamenhos a se tornarem independentes da Colômbia, Separação do Panamá da Colômbia. Mas ele teve um sucesso retumbante nisso: o novo governo panamenho concedeu aos Estados Unidos privilégios muito maiores do que os colombianos haviam originalmente oferecido.

### Legado
Sua gestão governamental causou grande desenvolvimento na Nicarágua.
Ele modernizou o Estado introduzindo leis, criou novas instituições, promulgou códigos, regulamentos e introduziu habeas corpus.
Instituiu o ensino gratuito e obrigatório, construiu escolas e estradas, entre muitos outros avanços.
Zelaya tinha qualidades de líder carismático e era caudilho.
O poder foi obtido por suas próprias qualidades e atividades pessoais e não foi sustentado por legados políticos ou institucionais, embora essas mesmas condições o tornassem um ditador.

### Unionista
Foi a favor da criação de um Estados Unidos da América Central, o que o levou a apoiar outros partidos liberais de diferentes países centro-americanos que pudessem defender o mesmo projeto, e a promover várias conferências sindicalistas centro-americanas, especialmente as cúpulas presidenciais realizadas em Corinto e o Pacto de Corinto, que isolou o governo guatemalteco então liderado por Manuel Estrada Cabrera. Estrada Cabrera era um fiel aliado dos Estados Unidos, pois esperava que este país o ajudasse contra um possível ataque militar da Inglaterra, que poderia ocorrer a qualquer momento porque a Guatemala tinha pesadas dívidas com bancos britânicos.
A administração Zelaya manteve relações tensas e desentendimentos com os Estados Unidos depois que os Estados Unidos concederam o canal ao Panamá e não à Nicarágua, o que levou este último a dar ajuda aos oponentes conservadores de Zelaya na Nicarágua. Por essa mesma razão, tornou-se um forte aliado do regime de Porfirio Díaz no México. Em 1907, navios de guerra dos Estados Unidos ocuparam vários portos da Nicarágua. A situação chegou a um conflito interno entre os liberais nicaragüenses de um lado, e os conservadores e os Estados Unidos do outro (que os financiavam junto com o presidente da Guatemala, Manuel Estrada Cabrera).
Zelaya (sentado), juntamente com Rubén Darío, Coronel Luis A. Cousin e Mariano Miguel de Val em visita a Madri em 1910, por Goñi.
Em 1909 alguns mercenários americanos foram capturados e executados pelo governo de Zelaya, o que serviu para que os Estados Unidos considerassem a ação como uma provocação para guerra, e derrubada ilegal de Zelaya através da Nota Knox, do secretario de Estado de Estados Unidos, Philander Chase Knox.

## Sua derrubada e morte

### Ataques do Cônsul da Guatemala em Paris
No início de dezembro, os fuzileiros navais dos Estados Unidos ocuparam vários pontos da costa caribenha da Nicarágua. Em 17 de dezembro de 1909, Zelaya foi forçado a renunciar, indo para o exílio no México, de onde partiu para Paris.O próprio Estrada Cabrera apoiou os rebeldes nicaragüenses, que por sua vez contavam com o apoio do governo de Washington. Quando Zelaya chegou a Paris, começou a ser atacado pelo famoso cronista guatemalteco Enrique Gómez Carrillo (que era cônsul da Guatemala em Paris e Hamburgo) por instruções do presidente guatemalteco. Dada sua inimizade com os americanos pela questão do canal, Zelaya publicou um livro para esclarecer a opinião pública mundial sobre a intervenção dos Estados Unidos na Nicarágua e o apoio que o governo guatemalteco havia dado a seus rivais, o que foi refutado por Gómez Carrillo em sua obra Zelaya e seu livro.
Os escritores Rubén Darío (nicaraguense) e José María Vargas Vila (colombiano, cônsul da Nicarágua em Paris sob o governo de Zelaya) se aliaram a Zelaya e o informaram que Gómez Carrillo poderia atacá-lo não apenas com sua caneta, mas também com sua espada, já que ele era um espadachim habilidoso que poderia desafiá-lo para um duelo a qualquer momento. Outro defensor de Zelaya foi Genaro Cavestany, que em seu livro Gómez Carrillo continua mentindo. Ricardo Blasco es un liar conta como Carrillo obteve fraudulentamente a Legião de Honra e suas credenciais diplomáticas. Após desafiá-lo para um duelo, Carrillo recebeu novo ataque: Cavestany indicou que no livro A Vida da Estrada Cabrera, Gómez Carrillo insultou o presidente dizendo que seu pai era Pedro Monzón (em vez de Pedro Estrada Monzón). Diante dessa grave acusação, e que poderia lhe causar sérios problemas com Estrada Cabrera, Gómez Carrillo deu por encerrado o assunto e a denúncia com Zelaya foi esquecida.
Zelaya acabou viajando para Nova York, onde morreu anos depois. Na Nicarágua, em oposição ao presidente Doutor José Madriz Rodríguez, eclodiu uma rebelião libero-conservadora que, com o apoio dos Estados Unidos, estabeleceu um governo pró-americano. Madriz renunciou e José Dolores Estrada Morales assumiu temporariamente para depois transferir o poder para o líder rebelde, general Juan José Estrada Morales.

Enquanto isso, os fuzileiros navais dos Estados Unidos permaneceram no país de forma ilegal e repressiva até 1933.